# Церковь Успения Девы Марии (Алексеевка)
 Церковь Успения Девы Марии — католический храм в Алексеевке. Административно принадлежит деканату Башкирия-Оренбуржье-Татарстан Епархии Святого Климента с центром в Саратове.

## История
Первые католики в Уфимской губернии появились в XVIII веке, в основном это были выходцы из Польши . В XIX-XX веках на территорию  современного Башкортостана переселялись немцы. Также в Башкортостане живут вьетнамцы, исповедующие католичество.
Настоятелем церкви Успения  Девы Марии длительное время являлся отец Николай Ниетзелл. В настоящее время в Алексеевке нет постоянного священника, из Уфы приезжает отец Томаш Тшебуня.